# Константин Коровин
Константин Алексејевич Коровин (рус. Константи́н Алексе́евич Коро́вин, 5. децембар 1861 – 11. септембар 1939) био је водећи руски сликар импресионизма.

## Биографија
Рођен је у имућној трговачкој породици старовераца. Мајка му је била племићког порекла, иако су званично били уписани као „сељаци“ из Владимирске Губерније. Његов отац Алексеј Михајлович Коровин, стекао је факултетску диплому и више се занимао за уметност и музику него за породични бизнис који је основао Константинов деда. Константинов старији брат Сергеј Коровин био је истакнути сликар реализма. Константинов рођак Иларион Пјанишњиков такође је био истакнути сликар тог времена и наставник у Московској школи за сликарство, вајарство и архитектуру.
Године 1875. Коровин је уписао Московску школу за сликарство, вајарство и архитектуру, где је учио код Василија Перова и Алексеја Саврасова. Његов брат Сергеј је већ био ученик школе. Током студентских година, Коровинови су се спријатељили са колегама студентима Валентином Серовом и Исаком Левитаном; Константин је одржавао ова пријатељства целог живота.
У периоду 1881–1882, Коровин је провео годину дана на Империјалној академији уметности у Санкт Петербургу, али се разочаран вратио у Московску школу за сликарство, вајарство и архитектуру. Учио је у школи код свог новог учитеља Василија Поленова до 1886.
Током 1885. Коровин је путовао у Париз и Шпанију. „Париз је за мене био шок… импресионисти … у њима сам пронашао све за шта су ме грдили код куће у Москви“, написао је касније.
Коровин је, користећи материјал са свог путовања, дизајнирао павиљон крајњег севера на Сверуској изложби у Нижњем Новгороду 1896. За павиљон је насликао десет великих платна на којима су приказани различити аспекти живота у северним и арктичким регионима. Након затварања изложбе, платна су коначно постављена на Јарославском железничком терминалу у Москви. Шездесетих година прошлог века дела су рестаурирана и пребачена у Третјаковску галерију.
Године 1905. Коровин је постао академик  а 1909–1913 професор на Московској школи за сликарство, вајарство и архитектуру.
Једна од уметникових омиљених тема био је Париз.
Коровин је умро у Паризу 11. септембра 1939. године. Сахрањен је на руском гробљу у јужном предграђу Париза.
Константинов син Алексеј Коровин (1897–1950) био је истакнути руско-француски сликар. Услед несреће у детињству су му ампутирана обе ноге. Алексеј је извршио самоубиство 1950. године.

## Галерија
- Сумрак у соби . 1880-их
- Аурора Бореалис, 1894–1895
- Архангелска лука на Двини, 1894. године
- Парижански кафе, крајем 1890-их.
- Позоришна композиција, 1910-их
- Две даме на тераси, 1911. године
- Месечева ноћ, зима. 1913. године
- Пристаниште у Гурзуфу. 1914. година
- Дмитриј Донској, постер из периода Првог светског рата. 1914. године
- Јоргован. 1915. године
- Фјодор Шаљапин, 1915. година
- пролеће . 1917. године
- Моонлит Нигхт . Париз. 1929. године
- Париска улична сцена
- Париз, 1933. година
- Костимографија за кнеза Игора